# Clay County, Kentucky
Clay County är ett administrativt område i delstaten Kentucky, USA. År 2010 hade countyt 21 730 invånare. Den administrativa huvudorten (county seat) är Manchester.

## Geografi
Enligt United States Census Bureau har countyt en total area på 1 220 km². 1 220 km² av den arean är land och 0 km² är vatten.

### Angränsande countyn
- Owsley County - nord
- Perry County - nordost
- Leslie County - öst
- Bell County - sydost
- Knox County - sydväst
- Laurel County - väst
- Jackson County - nordväst